# Mesoterapia
Tra le medicine alternative, la mesoterapia è una tecnica di somministrazione dei farmaci per via intraepidermica, intradermica superficiale e profonda, e sottocutanea o ipodermica. Tale metodica è descritta già nel 1793 e forse era attuata nel 400 a.C. da Ippocrate, ma la sua diffusione nel mondo medico scientifico avviene grazie a Michel Pistor a partire dal 1952. La mesoterapia è una tecnica di iniezione così descritta dal dott. Michel Pistor, suo ideatore: "un metodo per avvicinare la terapia al luogo della patologia". Semplice nella sua concezione, richiede un'adeguata formazione per essere eseguita efficacemente.
Il vantaggio di questa tecnica consiste nel poter utilizzare dosi ridotte di principio attivo, dosi che diffondono nei tessuti sottostanti l'inoculazione e persistono per più tempo rispetto alla via di somministrazione intramuscolare, con vantaggi quali l'effetto prolungato nel tempo, il ridotto coinvolgimento di altri organi e la riduzione del rischio di eventi avversi o effetti collaterali.

## Campi di applicazione
Nonostante i campi di applicazione della mesoterapia in altri Paesi del mondo siano molto ampi, le principali applicazioni cliniche della mesoterapia in Italia comprendono un più ristretto numero di patologie tra cui:
- Terapia del dolore
  - Rachialgie
  - Coxalgie
  - Gonalgie
  - Rizoartrosi (artrosi dell'articolazione trapezio metacarpale)
  - Artrosi delle mani
  - Alcune affezioni algiche del piede
  - Cefalee muscolo tensive
  - Cervicalgie
  - Il torcicollo
  - Periartriti scapolo omerali
  - Alcune sindromi fibromialgiche
  - Lombosciatalgie (low back pain degli autori anglosassoni)
  - Nevralgie
- Traumatologia sportiva
  - Lesioni contusive
  - Lesioni distorsive
  - Lesioni da sforzo
  - Tendinopatie
  - Complicanze post-traumatiche
- Arteriopatie
  - Sindrome di Raynaud
  - Alcune forme di arteriopatie obliteranti degli arti inferiori
  - Piaghe da decubito
- Flebolinfopatie
  - Insufficienza venosa e/o linfatica cronica degli arti inferiori
  - Sindromi post-trombotiche
  - Flebolinfedemi
  - Ulcere flebostatiche
  - Eczema varicoso e ipodermiti
  - Flebiti superficiali e varicoflebiti
- Dermatologia
  - Cicatrici ipertrofiche e cheloidi
  - Alopecia areata e seborroica
  - Acne
- Medicina estetica
  - Cellulite o panniculopatia edematofibrosclerotica (P.E.F.S.)
  - Tonificazione e trofizzazione tissutale
  - Antiaging
  - Rughe

Per alcune patologie sopra citate la mesoterapia ha un ruolo adiuvante, per esempio nei casi di dolore moderato può contribuire a ridurre il fabbisogno di farmaci per via sistemica. Per alcune delle indicazioni sopra riportate ci sono dati clinici significativi a supporto dell'efficacia di alcuni protocolli di trattamento, per altre i dati sono meno robusti. Queste sono le ragioni per cui la Società Italiana di Mesoterapia, attiva dal 1975, sta rivedendo criticamente i criteri di esecuzione della tecnica allo scopo di emanare raccomandazioni aggiornate sulle varie aree di applicazione. La stessa società raccomanda di eseguire questa terapia solo dopo un corretto inquadramento clinico del paziente e dopo avere ottenuto il consenso informato al trattamento stesso. Ogni variante del concetto farmacologico di mesoterapia non è riconosciuta dalla Società Italiana di Mesoterapia. In Italia la mesoterapia, come del resto l'agopuntura, è da considerarsi un "atto medico" e per questo da somministrarsi esclusivamente a cura di personale medico.
In genere le sedute terapeutiche sono a cadenza infrasettimanale nelle prime settimane, successivamente la frequenza può essere minore. Ciò dipende dal tipo di affezione curata (medicina del dolore, medicina estetica, ecc.) e dalla risposta clinica che oggettivamente e soggettivamente viene registrata durante il follow up medico.
Nel 1987 l'Académie Française de Médicine ha riconosciuto la mesoterapia come parte della medicina tradizionale ed in molti Paesi dell'Europa, degli USA e del Sudamerica questa tecnica è divenuta di frequente applicazione. Tuttavia in molti stati europei o degli USA la mesoterapia è stata suggerita per il trattamento di alcune forme di inestetismi e in particolare della adiposità localizzata. Tale indicazione è rifiutata dalla Società Italiana di Mesoterapia in quanto rappresenta un esempio di cattiva applicazione di questa tecnica, in primis perché l'introduzione dei farmaci non è intradermica, ma intralesione, e poi perché i risultati clinici sono contrastanti. 
Un'ulteriore applicazione della mesoterapia è rappresentata dalla vaccinazione intradermica. Infatti alcuni vaccini sono oggi inoculati attraverso il derma: le prime applicazioni intradermiche in clinica risalgono appunto alle sperimentazioni con i vaccini.